# دوروثي ستريت
دوروثي ستريت (بالإنجليزية: Dorothy Straight)‏ هي كاتِبة أمريكية، ولدت في 25 مايو 1958 في واشنطن العاصمة في الولايات المتحدة.